# Hondures
Hondures és una república de l'Amèrica Central que afronta a l'oest amb Guatemala i El Salvador, al sud amb Nicaragua i l'oceà Pacífic i al nord amb el golf d'Hondures i el mar Carib. Belize (l'antiga "Hondures Britànica") és solament a 75 km enllà del golf d'Hondures.
Té una extensió de 112.090 km² i una població estimada de 6.500.000 habitants (2005). La capital és Tegucigalpa, amb 850.000 habitants i una aglomeració urbana d'un milió i mig, seguida de San Pedro Sula (490.000 hab.) que dins la seva aglomeració urbana (690.000 hab.) conté la ciutat de Choloma (140.000 hab.). També passen dels cent mil habitants La Ceiba i El Progreso (Yoro).
Administrativament el país s'organitza en 18 departaments.
El territori hondureny és muntanyós (punt culminant, el Cerro Las Minas, amb 2.865 m d'altitud), amb estretes planes costaneres i un litoral accidentat. A la costa caribenya s'obre el golf d'Hondures i la llacuna de Caratasca, i a la costa del Pacífic hi ha el golf de Fonseca. Pertanyen també a Hondures les anomenades Islas de la Bahía (Roatán, Guanaja i altres). El clima varia de subtropical a les terres baixes fins a temperat a les muntanyes.
El gentilici d'Honduras és hondurenc (hondurenca).

## Història

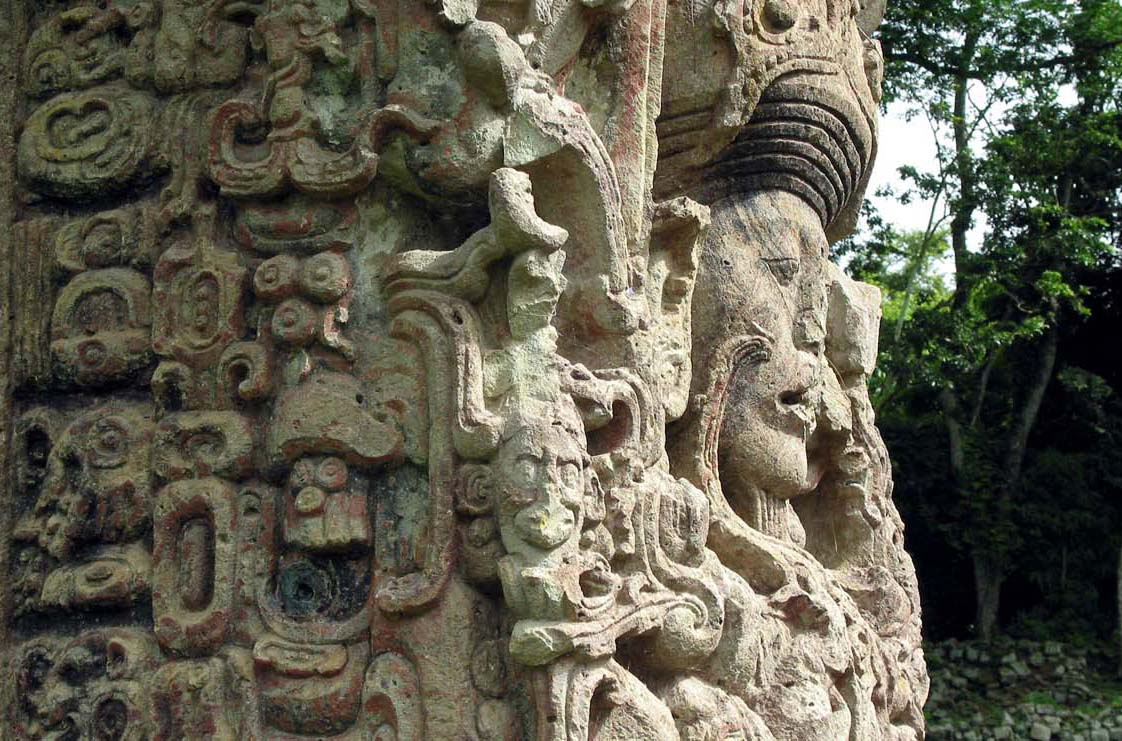
Estela maia de Copán

L'Hondures precolombina va ser poblada per una barreja complexa de pobles indígenes que representaven una àmplia varietat d'orígens culturals i lingüístics. Entre aquests grups es destaquen els maies, els quals estaven relacionats amb els maies de Iucatan i Guatemala. Els maies es van estendre a través de la vall del Riu Motagua, i centraren el seu control en el principal centre cerimonial de Copán, prop de l'actual ciutat de Santa Rosa de Copán. Durant tres segles i mig, els maies van desenvolupar la ciutat, i la convertiren en un dels principals centres de la seva cultura. Causes desconegudes fins avui, van provocar l'abandonament i la destrucció de Copán i altres ciutats maies, que en l'època de la conquesta espanyola ja no eren més que ruïnes.
Els contactes espanyols amb la població indígena d'Hondures va començar amb l'últim viatge de Cristòfor Colom. El 1502, Colom va navegar més enllà de les Illes de la Badia i poc després va seguir a Punta Caxinas (Cap d'Hondures), va desembarcar a Trujillo i va prendre possessió d'Hondures en nom dels sobirans d'Espanya. Des del seu descobriment, el territori d'Hondures es va mantenir intacte, fins al març de 1524, quan Gil González Dávila es va convertir en el primer espanyol a arribar a Hondures amb propòsits de conquesta. Posteriorment ho van fer Cristóbal de Olid, Francisco de las Casas, Hernán Cortés i Pedro de Alvarado. Els anglesos van arribar a la costa del Carib a inicis del segle xvii i el primer contingent de colons va instal·lar-se a Illa Providència el 1631.
Durant l'època imperial espanyola, el territori va passar a formar part del Regne de Guatemala, que anteriorment i durant un breu període s'havia denominat Província de Taguzgalpa. Els miskitos van resistir amb èxit la conquesta espanyola. Va ser abandonada pels colons anglesos a partir de 1786 com a conseqüència de la prohibició de crear fortificacions, plantacions o indústria a la costa. En aquell moment, els mosquits emergeixen amb una independència de facto. Excepte el riu San Juan, Espanya no exercia cap autoritat sota la regió. No obstant això, els habitants de Mosquitia es consideraven simbòlicament subjectes a la Superintendència anglesa de Belize que, al seu temps, depenia del governador de la colònia britànics de Jamaica; i els líders monàrquics miskitos van seguir sent formats a Jamaica, fets que fomentaven una relació pacífica amb els colons anglesos i tensió i enemistat amb els hispànics.
Quan Hondures es va declarar en 1838 independent de les Províncies Unides de l'Amèrica Central es va procedir a l'organització del nou estat hondureny. No obstant això, aquesta organització es va veure obstaculitzada per les rivalitats entre liberals i conservadors, que van produir el caos polític i retardar el desenvolupament del país. L'agitació política del país, va atreure les ambicions d'individus i de nacions centreamericanes i europees. Durant tota la resta del segle, els veïns d'Hondures interferiren constantment en la seva política interna. Després de moltíssims inconvenients, li va tocar a l'administració de Marco Aurelio Soto, organitzar el país, i posar en marxa codis moderns en matèria civil, penal, de procediments, comerç i agricultura amb el propòsit de modernitzar a Hondures i acabar amb l'arcaica legislació colonial.
L'economia d'Hondures basada en l'agricultura, va ser dominada al segle xx per empreses nord-americanes com la United Fruit Company, la Standard Fruit Company i la Cuyamel Fruit Company, les quals van establir enormes plantacions de banana al llarg de la costa nord.
 Aquestes companyies, van fer ràpidament de la banana, la principal exportació Hondures a canvi de grans concessions. D'aquesta manera, el capital estranger, la vida a les plantacions de banana, i els conservadors, van ser factors determinants en la política d'Hondures des del pas del segle xix al xx.
El 21 de desembre de 2015, la Comissió Interamericana de Drets Humans (CIDH) va condemnar a l'estat hondureny per la violació dels drets humans col·lectius dels garífunes. Això ha passat després que diverses comunitats garífunes hi introduïssin una petició denunciant les violacions que patien les comunitats garífunes de Punta Piedra, Triunfo de la Cruz i Cayos Cochinos, en especial sobre el seu dret a la propietat col·lectiva de la terra. Durant aquests dotze anys que ha durat el procés, l'estat hondureny ha deixat que el crim organitzat controlés el territori garífuna, situat al nord del país, a la costa carib. Tot i que aquesta decisió jurídica internacional és una victòria pel poble garífuna, en l'actualitat, les comunitats garífunes viuen sota el jou de la instal·lació de ciutats-model en el seu territori i de dissolució dels seus títols comunitaris sobre la terra.
L'any 2019, un judici celebrat a Nova York contra Tony Hernández, el germà del president del país Juan Orlando Hernández, destapà una trama corrupta que hauria beneficiat amb donacions milionàries la candidatura del partit governamental. Durant el judici es va saber que el mateix president va rebre un milió de dòlars del líder del càrtel de Sinaloa, el Chapo Guzmán, a través del seu germà, a canvi de protecció i seguretat per als carregaments de cocaïna.

## Govern i política
L'article 4 de la Constitució de la República d'Hondures estableix que «la forma de govern és republicana, democràtica i representativa. S'exerceix per tres poders: legislatiu, executiu i judicial, complementaris i independents i sense relacions de subordinació. També afegeix que l'alternabilitat en l'exercici de la presidència de la República és obligatòria, i que la infracció d'aquesta norma constitueix delicte de traïció a la Pàtria.
En l'Article 5, aquesta mateixa constitució estipula; que el govern ha de sustentar-se en el principi de la democràcia participativa del qual es deriva la integració nacional, que implica participació de tots els sectors polítics... a fi d'assegurar i enfortir el progrés d'Hondures basat en l'estabilitat política i en la conciliació nacional.
El Poder Legislatiu s'exerceix per un Congrés de Diputats, que seran triats per sufragi directe.' Es reuneix en sessions ordinàries a Tegucigalpa el 25 de gener de cada any, sense necessitat de convocatòria, i clausura les seves sessions el 31 d'octubre del mateix any. Correspon al Congrés Nacional les següents atribucions: crear, decretar, interpretar, reformar i derogar les lleis. Convocar, suspendre i tancar les seves sessions, així com emetre el seu Reglament Interior i aplicar les sancions que s'hi estableixin als qui ho infringeixin; convocar a sessions extraordinàries d'acord amb la Constitució.
La Cort Suprema de Justícia d'Hondures té la seu a Tegucigalpa i està formada per quinze magistrats propietaris i per set suplents, triats pel Congrés Nacional i està dividida en sales, d'acord amb el que disposi el Reglament Intern de la mateixa Cort. El Poder Judicial d'Hondures s'integra per una Cort Suprema de Justícia, per les Corts d'Apel·lacions, els Tribunals de Sentència, els Tribunals d'Execució de Penes i els Jutjats que estableixi la llei. El President de la Cort Suprema és elegit pel Congrés Nacional, per un període de set anys.
El període dels Magistrats de la Cort Suprema de Justícia és de set anys i poden ser reelegits.

### Organització territorial
Hondures es divideix en 18 departaments, cadascú amb un governador designat pel President, els departaments es divideixen en municipis, alhora dividits en pobles i llogarets. La capital de la República és Tegucigalpa, que al costat de la ciutat de Comayagüela conformen el Districte Central; jurisdicció del departament de Francisco Morazán.
| Divisió territorial d'Hondures     |                   |                  |            |                     |
| Núm.¹                              | Departament       | Pob. (2010/2011) | Sup. (km²) | Capital             |
| 1                                  | Illes de la Badia | 47.158           | 236        | Roatán              |
| 2                                  | Cortés            | 2.120.291        | 3.923      | San Pedro Sula      |
| 3                                  | Atlántida         | 572.551          | 4.372      | La Ceiba            |
| 4                                  | Colón             | 293.540          | 8.249      | Trujillo            |
| 5                                  | Gracias a Dios    | 88,314           | 16.997     | Puerto Lempira      |
| 6                                  | Copán             | 362.226          | 3.242      | Santa Rosa de Copán |
| 7                                  | Santa Bárbara     | 402.367          | 5.024      | Santa Bárbara       |
| 8                                  | Yoro              | 552.100          | 7.781      | Yoro                |
| 9                                  | Olancho           | 509.564          | 23.905     | Juticalpa           |
| 10                                 | Ocotepeque        | 132.453          | 1.630      | Ocotepeque          |
| 11                                 | Lempira           | 315.565          | 4.228      | Gracias             |
| 12                                 | Intibucá          | 232.509          | 3.123      | La Esperanza        |
| 13                                 | Comayagua         | 442,251          | 5.124      | Comayagua           |
| 14                                 | Francisco Morazán | 1,691,056        | 8.619      | Districte Central   |
| 15                                 | El Paraíso        | 427,232          | 7.489      | Yuscarán            |
| 16                                 | La Paz            | 196,322          | 2.525      | La Paz              |
| 17                                 | Valle             | 171,613          | 1.665      | Nacaome             |
| 18                                 | Choluteca         | 459,124          | 4.360      | Choluteca           |
| Informació del Cens 2010 Font: INE |                   |                  |            |                     |

## Geografia

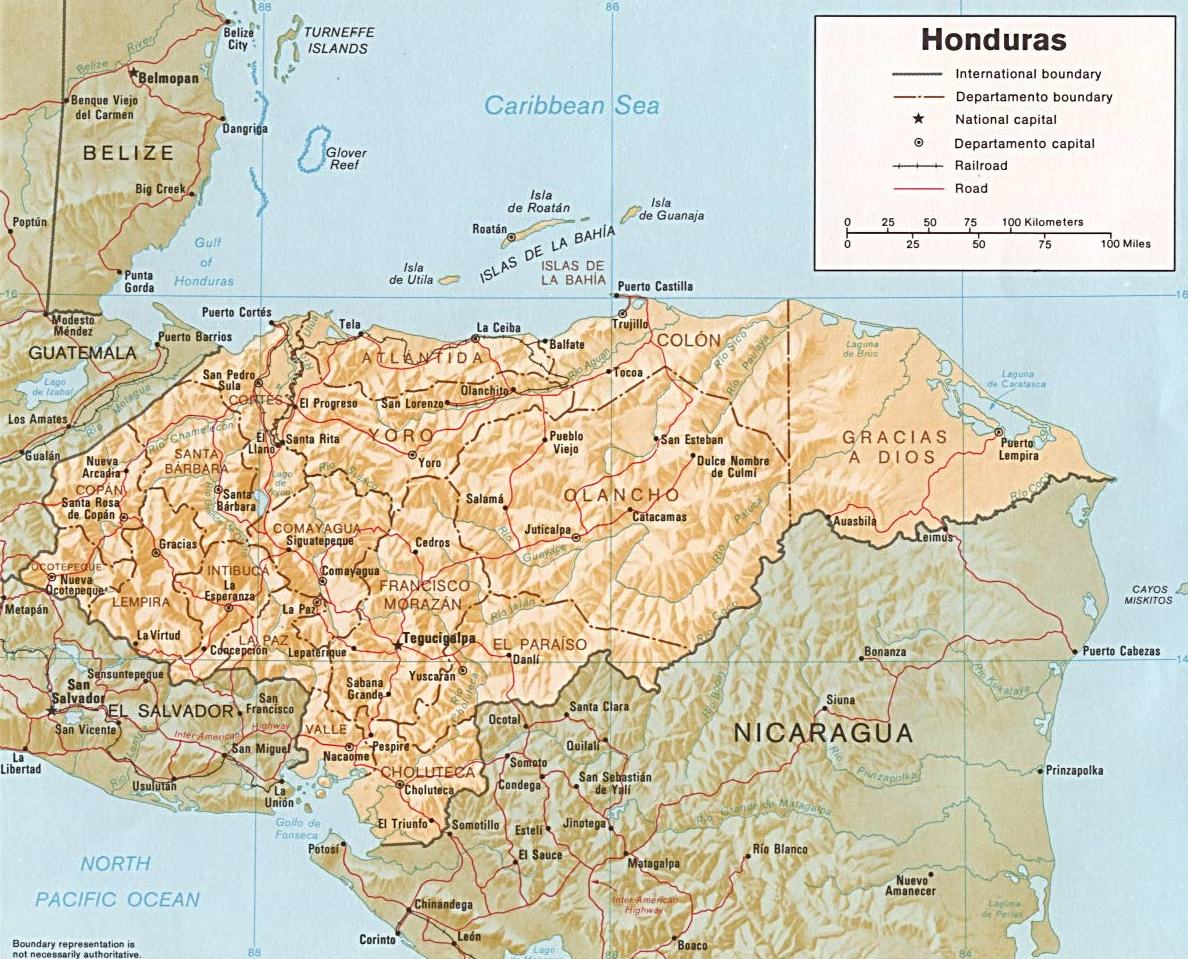
Mapa de la ubicació i límits d'Hondures.

Hondures, se situa a la part més ampla de l'istme centre-americà. Afronta al Nord per l'Atlàntic, a l'Est pel mateix mar i la República de Nicaragua, al sud per Nicaragua, el golf de Fonseca i la República d'El Salvador i a l'Oest per Guatemala. L'extensió superficial d'Hondures, comprenent totes les seves illes, es calcula en 112.492km². Les seves costes tenen un desenvolupament de 40km a l'Atlàntic, i de 60km a l'Oceà Pacífic, entre la desembocadura del riu Negro i la del Goascorán.
La demarcació fronterera amb El Salvador, va quedar establerta després dels acord de pau signats a Lima, Perú, el 1980 per tots dos països. Definits els límits després dels acords establerts mitjançant la sentència de la Cort Internacional de Justícia a Holanda l'11 de setembre de 1992. Així mateix, aquesta mateixa cort va ratificar el 1960, la demarcació fronterera amb Nicaragua, la qual havia estat establerta el 1906 en el laude Alfons XIII per aquest rei d'Espanya.
El 8 d'octubre de 2007 el Tribunal Internacional de Justícia va fixar la frontera marítima entre tots dos països a 15 graus de latitud nord i 83 graus de latitud oest, adjudicant a Hondures la sobirania de les illes Cayo Bobel, Cayo Port Royal, Cayo Savanna i Cayo del Sud i quedant Cayo Edimburg en el costat nicaragüenc. Mentre que els límits amb Guatemala van ser definits pel laude del tribunal Hughes emès a Washington el 1933.
En el mar Carib Hondures compta amb l'arxipèlag de les Illes de la Badia, compost per: Utila, Roatán i Guanaja. També pertanyen a Hondures les Illes del Cigne i els cayos Cochinos entre d'altres. A la zona del Golf de Fonseca, que comparteix amb Nicaragua i El Salvador, Hondures compta amb les illes de Zacate Gran, l'Illa del Tigre, Garrobo, Exposición, Güegüensi i altres illes menors.

### Clima

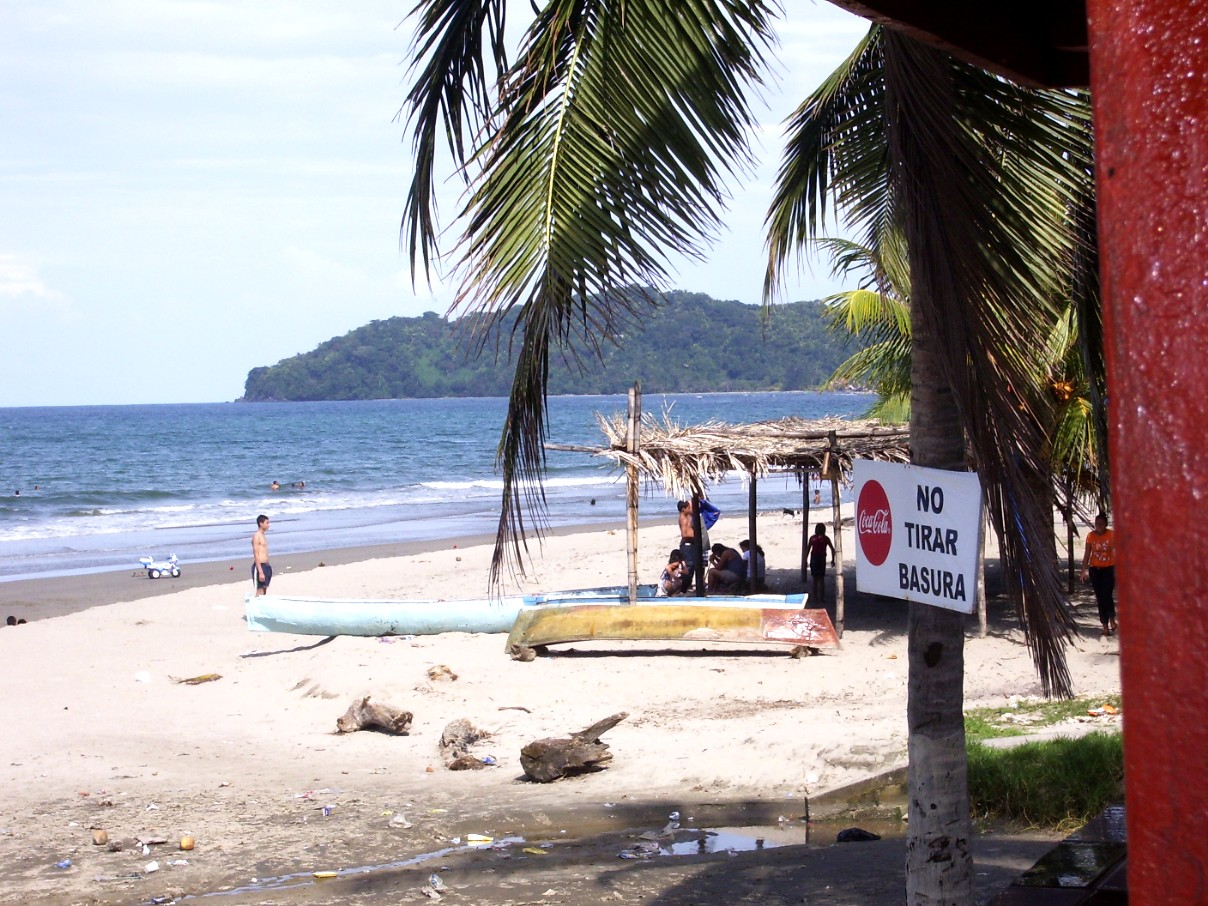
Platja de Tela

Hondures es troba localitzada en una posició tropical de 15 a 16 graus al nord de l'equador, únicament compta amb dues estacions, les quals estan ben definides: L'estació seca i l'estació humida. L'estació humida comença al maig estenent-se fins al mes de juliol amb una pausa durant el mes d'agost, aquesta generalment es reprèn al setembre fins al mes de novembre quan comença l'estació seca. Aquesta estació, s'estén fins al mes d'abril o maig.
- La mitjana de les temperatures altes a través de tot el país és de 32 °C (90°F), i el de les temperatures baixes és de 20 °C (68°F).
- La mitjana anual de les temperatures a l'interior d'Hondures és de 21 °C (70°F).
- La mitjana de la precipitació anual és de 1000mm (40 polzades) a les muntanyes, i a les valls de la costa nord és de 2500mm (100 polzades).
- Les zones més baixes de la regió costanera tenen una mitjana anual de 27 °C (80°F) amb alts graus d'humitat.

A la zona costanera de l'Atlàntic es presenta en general un clima tropical plujós, amb una temperatura mitjana de 27 °C, màxima mitjana de 30 °C i una mínima mitjana de 20,7 °C. La temporada de pluges comença en el mes de juny i en general dura fins al mes de desembre.
La mitjana anual de pluges és de 2643mm.
La zona nord que abasta els departaments de Cortés, i Yoro rep una mitjana anual de pluja de 1200mm durant en gairebé 5 mesos de l'any. La mitjana d'humitat és del 75%. La mitjana de temperatura anual d'aquesta zona és de 26 °C amb una màxima de 30 °C i una mínima de 21 °C.
La zona sud d'Hondures compta amb un clima de sabana tropical. En aquesta zona, es presenta generalment un clima sec durant sis mesos o més. Durant l'estació humida, la zona sud acumula una mitjana de 1680mm.
La temperatura mitjana és de 29,1, °C màxima de 35 °C i mínima de 23,4 °C.
La zona central que correspon als departaments de Francisco Morazán, Comayagua i La Paz, té una mitjana de temperatura mitjana de 22,4 °C, màxima de 27,2 °C i mínima de 17,4 °C.
La mitjana de pluja és d'aproximadament 1000mm durant més de tres mesos de l'any.

### Topografia

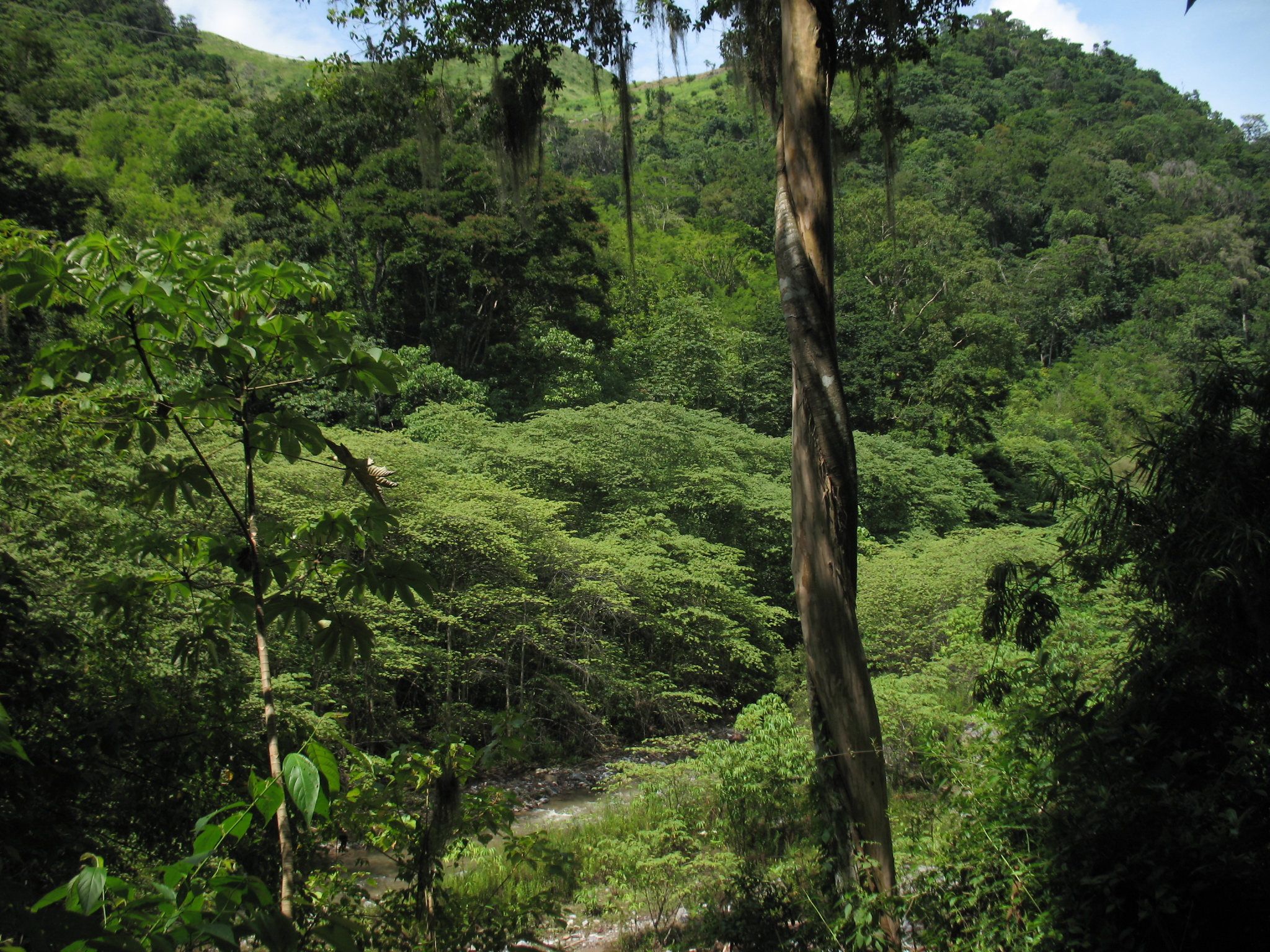
Sierra de Agalta, Hondures.

Més del 65% del territori hondureny és muntanyenc, amb una mitjana de 1000msnm. La Serralada Centreamericana divideix al territori en tres regions: Oriental, Central i Occidental. Geomòrficament, el territori hondureny està dividit en tres zones: Plana Costanera del Nord, Planicie Costanera del Sud, i Regió Muntanyenca (composta per les serralades del nord, centre i sud).
Les principals serres de la serralada del nord són: Esperit Sant que es troba localitzada entre els departaments de Santa Bárbara i Copán propera a la frontera amb Guatemala. Omoa; localitzada entre Santa Bárbara i Cortesa i la de Nombre de Dios; la qual es troba a Yoro i Atlántida, i on s'alça imponent la muntanya de Pico Bonito amb els seus 2.435msnm.
La Serralada Central té com a principals serres: Montecillos on es troben les muntanyes de Meámbar, Maroncho, i la Nieve. En aquestes serres, l'altitud màxima aconsegueix 2744msnm precisament en el Cim Maroncho. Altres serres de la Serralada Central inclouen: Mono Quemado, Gallinero, Sulaco, Agalta, Comayagua, Atima, La Esperanza, Punta Piedra, Misoco i Almendárez.

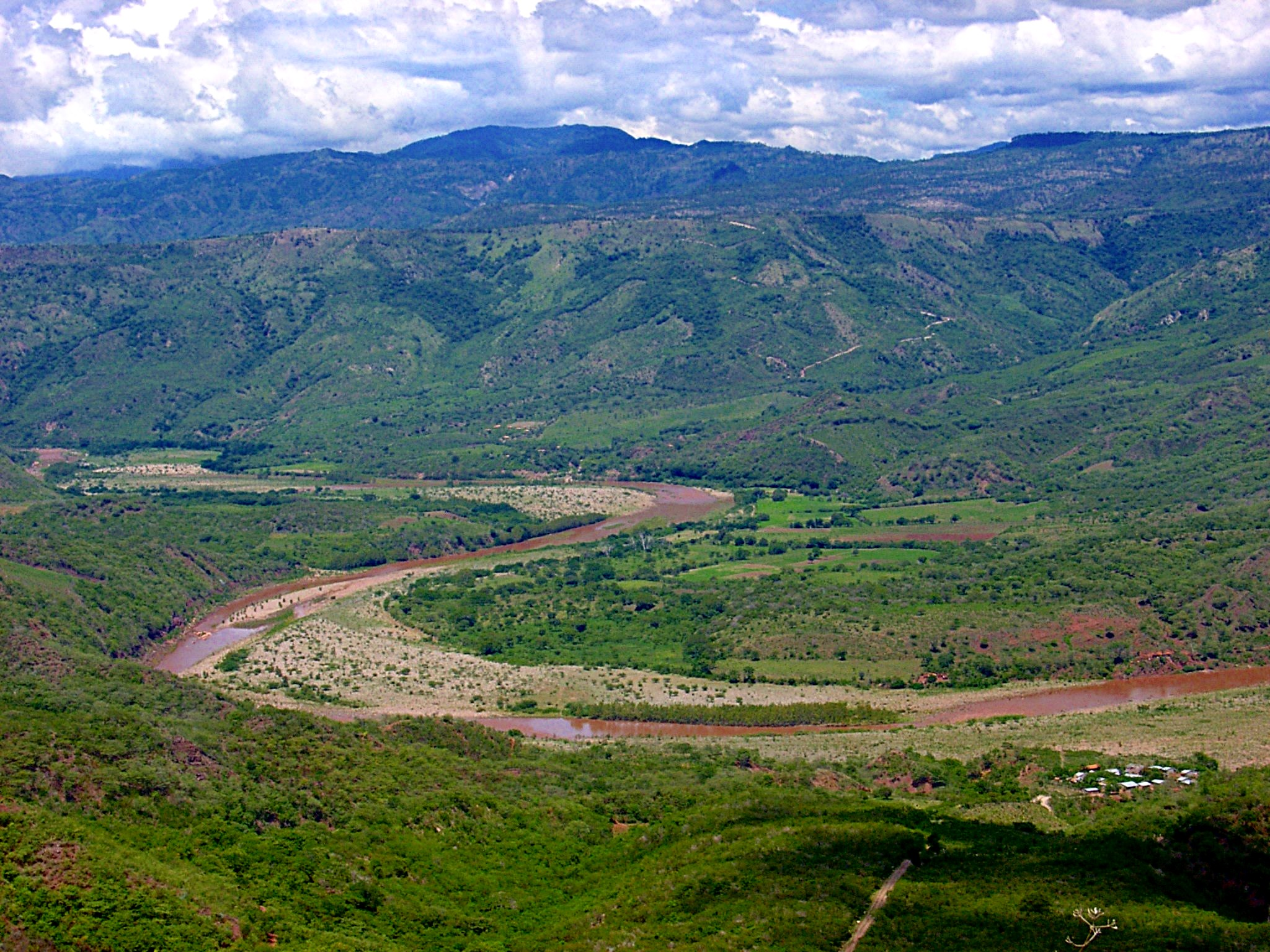
Lempira, Hondures

En la Serralada Sud es troben les serres de Celaque on el cim del mateix nom, aconsegueix l'elevació més alta del país amb 2849msnm. Les altres serres d'aquesta serralada la integren: Dipilto, la qual s'estén pels departaments de Choluteca, Olancho, Gracias a Dios i El Paraíso. Lepaterique; que és part de Francisco Morazán, El Paraíso i Comayagua; Puca o Opalaca entre Lempira i Santa Bárbara així com el Merendón a Ocotepeque, Santa Bárbara i Copán. Sense deixar enrere, les Muntanyes de la Serra a La Paz i Intibucá.

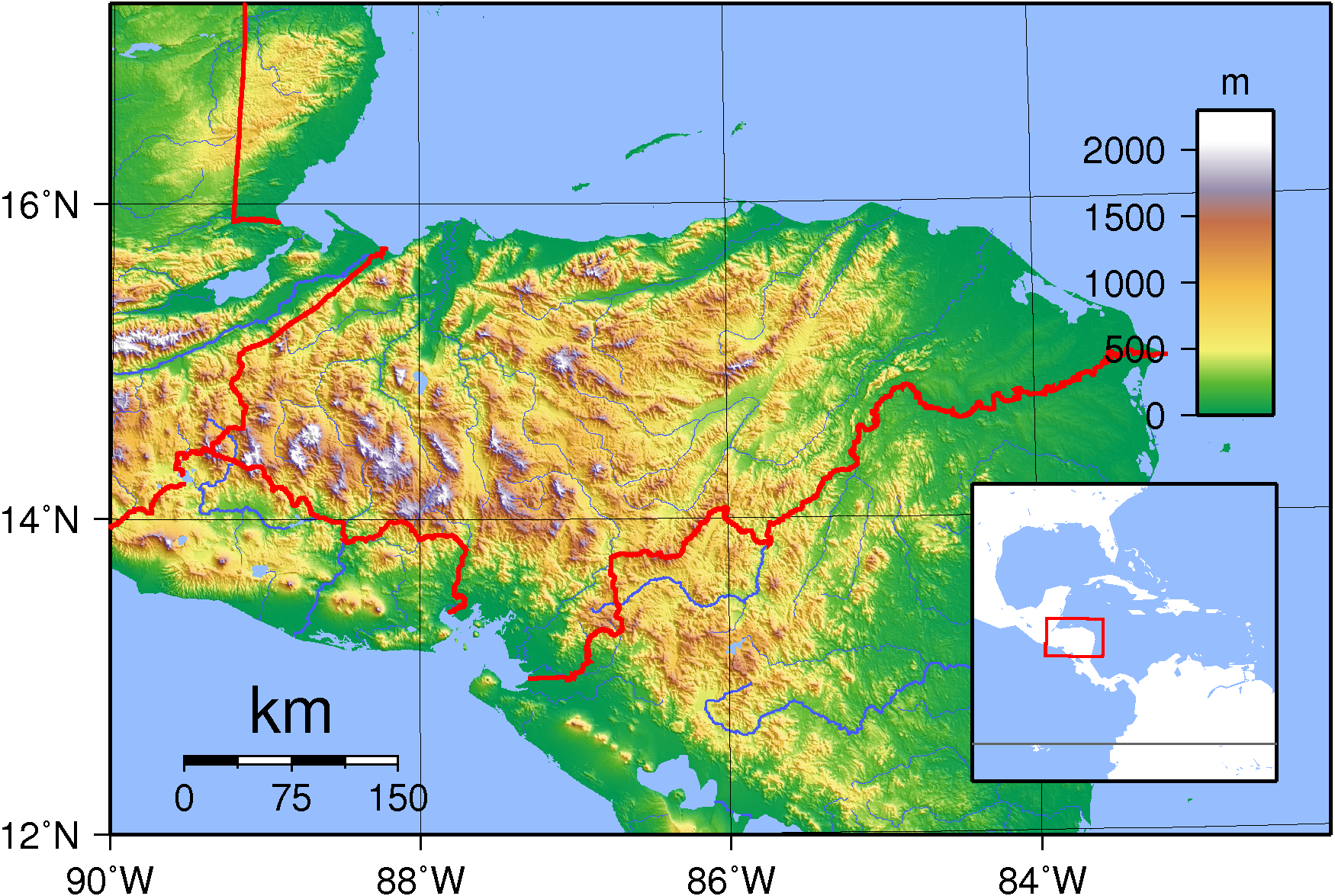
Topografia d'Hondures

D'altra banda, la Plana Costanera del Nord constitueix aproximadament 670 km de llarg i s'estén des de la frontera amb Guatemala fins a arribar a la Mosquitia, límit amb Nicaragua. Aquesta franja de terreny suma el 16% del territori hondureny i és la zona agrícola més productiva del país.
Les Planes del Pacífic ocupen solament un 2% del territori hondureny. En aquest lloc, el clima és de sabana pel que té les dues estacions de l'any ben marcades: L'estació seca i l'estació humida. Els rius; Choluteca, Nacaome, Goascorán i Negro, banyen la zona, amb el que contribueixen al desenvolupament agropecuari d'aquesta zona d'Hondures.

### Flora i fauna
Hondures té una biodiversitat excepcionalment alta, amb relació a la seva grandària. La seva ubicació tropical privilegiada entre dos oceans i les seves condicions topogràfiques creen una gran varietat d'hàbitats, des de boscos ennuvolats a esculls coralins, favorables per a una alta diversitat de flora i fauna.
Hondures compta amb 43.352 km² de boscos (4.335.200 ha), ocupat el lloc 74 a nivell global. Els seus boscos es conformen de 5 tipus diferents; bosc humit, bosc ennuvolat, bosc sec, bosc manglar i bosc pineda.
Destaquen els boscos de la Reserva de la Biosfera de Riu Banana, que cobreix una àrea de 5251km² o 390.000 hectàrees de selva tropical, amb una abundant flora i fauna, on viuen més de 2.000 indígenes. Alguns dels rius en la biosfera són el riu Banana i les conques dels rius Guampu, Panluya i Sicre.
Les àrees de bosc d'Hondures disminueixen cada any a causa de la tala i crema dels boscos que no solament estan reduint la biodiversitat, sinó també afecten les fonts d'aigua que depenen els seus habitants. La superfície d'aigua d'Hondures és tan sols de 200 km², la menor en tota Centreamèrica.
Segons el Pla Nacional Estratègia de Biodiversitat i d'Acció (ENBRA-SERNA / DBIO, 2001), existeix un total de 7.524 espècies a Hondures, de les quals 170 tenen una distribució limitada. Aquest total inclou 744 espècies d'aus de les quals 59 es consideren amenaçades al país; 231 espècies de mamífers de les quals 3 són endèmiques, 19 amenaçades, vuit en perill d'extinció; 116 espècies d'amfibis i 200 espècies de rèptils. En l'oceà Atlàntic es coneixen 197 espècies de peixos i 387 en el Pacífic. ja que els artròpodes són la taxa menys coneguda al món, s'estima que Hondures poden haver-hi unes 30.000 espècies, fins ara s'han identificat 2.500.

### Hidrografia

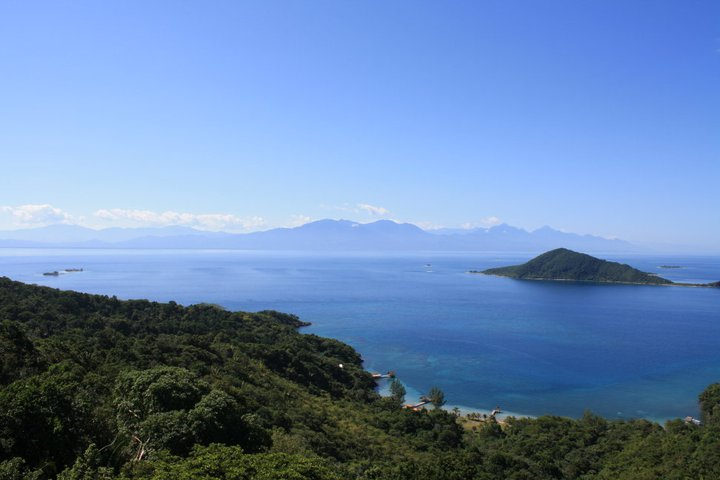
Cayos Cochinos

El sistema hidrogràfic d'Hondures està format per 19 sistemes de rius que neixen al territori nacional i desemboquen en tots dos oceans. En el vessant del mar Carib desemboquen tretze sistemes, amb longituds entre 550 i 25 km les conques dels quals representen el 82,72% del territori nacional, mentre que en el vessant del Pacífic a través del Golf de Fonseca desemboquen sis sistemes que representen el 17,28%.
Els rius d'Hondures que desemboquen en el mar Carib són: Chamelecón, Ulúa, Aguán, Lean, Negro, Patuca, Banana, Segòvia entre d'altres. En l'oceà Pacífic acaben per desembocar els rius Choluteca, Negro, Goascorán, i el Nacaome. Els rius que desemboquen en el Carib són els més extensos i cabalosos del país.

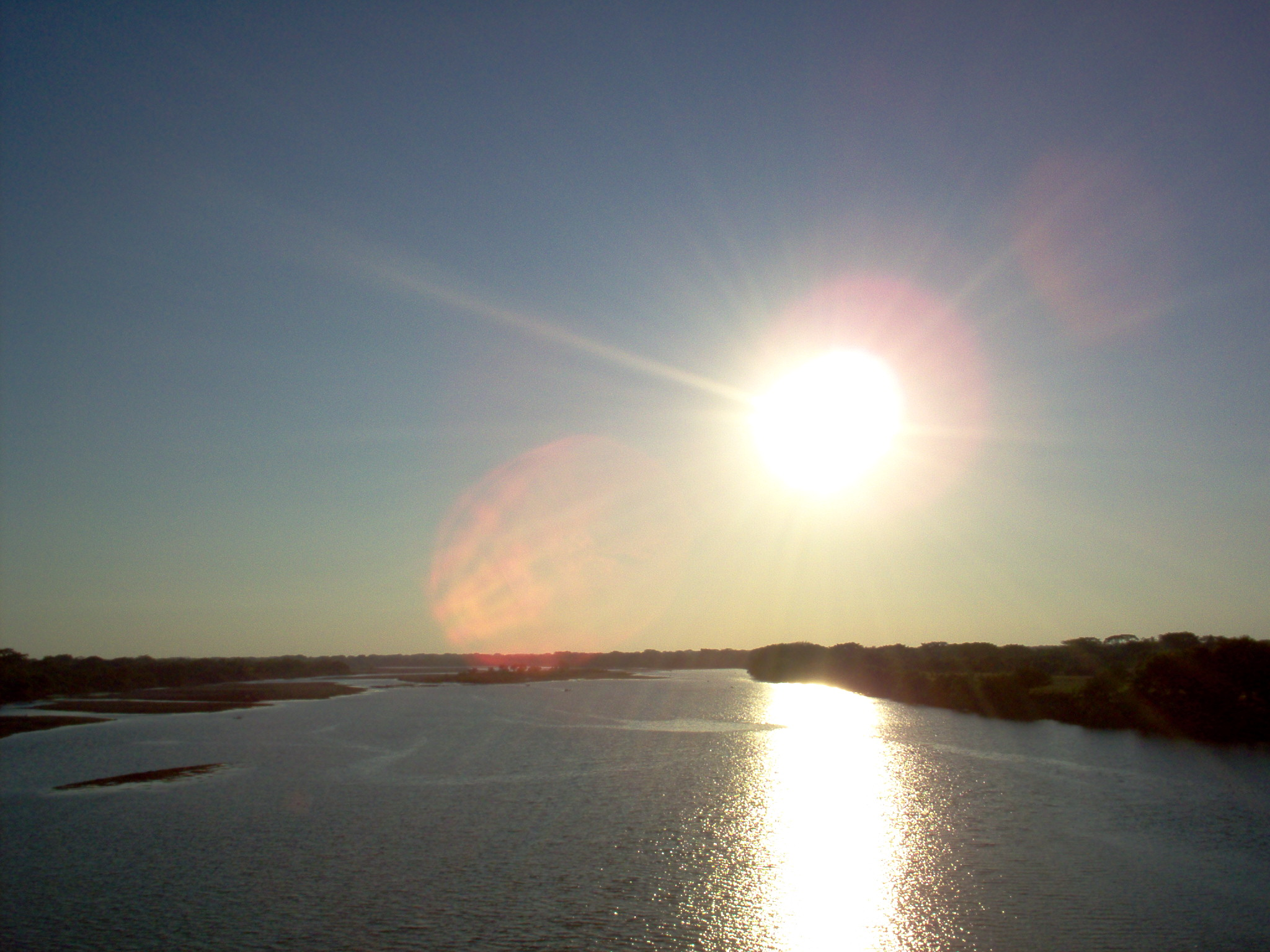
Riu Lempa

El riu Coco o Segòvia té 550km de longitud i cobreix una àrea de 5.684km². El riu Patuca, amb els seus 500km de longitud cobreix la conca més extensa (23.511km²). El segon en importància és l'Ulúa, cobrint una conca de 21.964km² amb una longitud de 300 quilòmetres de longitud. Els altres gegants del país són el Chamelecón amb 200km de llarg, el Negro amb 215km i l'Aguán que amb els seus 275km de longitud cobreix una conca de més de 10.523km². Altres rius no menys importants del vessant del Carib hondureny són: Rica Banana (100km) Cangrejal, Cuyamel i el Motagua que cobreix una conca internacional de 2.008km².
Els principals rius del vessant del Golf de Fonseca són pocs, petits, i menys cabalosos en comparació als del Carib. El més llarg és el riu Choluteca que recorre 250km cobrint una conca de més 7500km² i una superfície agrícola de 2132km². Després el segueix el riu Goascorán amb 115km de llarg, cobrint una conca de 1920km². El Nacaome té 90km de llarg i el riu Negro 85km de longitud. D'altra banda, el riu Lempa cobreix una àrea internacional de 5,612km².

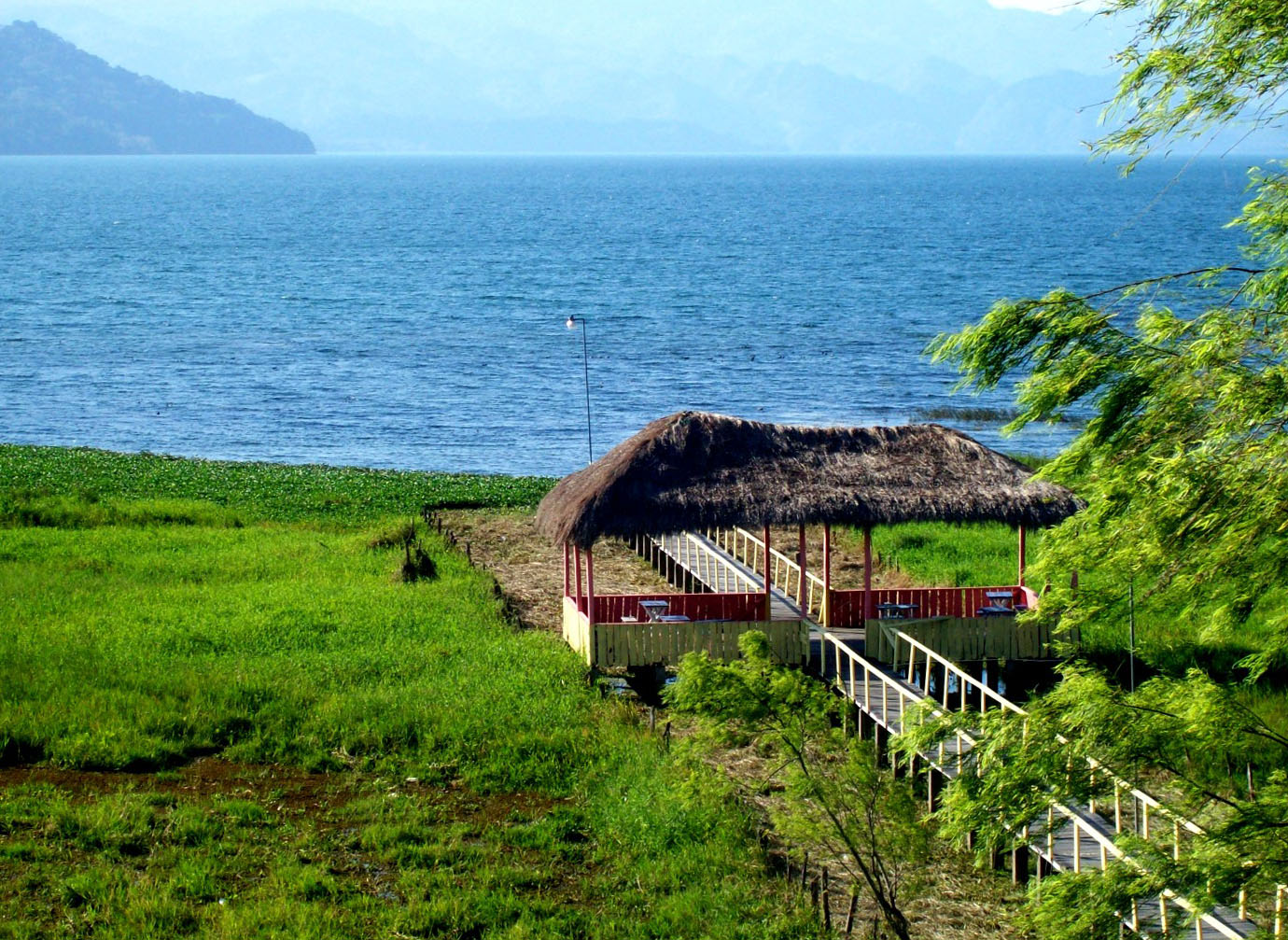
Llac de Yojoa.

Quant als llacs, el Llac de Yojoa o Taulabé és l'únic llac natural d'Hondures. Se situa entre els departaments de Comayagua, Santa Barabara i Cortés. El llac és al llarg de la carretera San Pedro Sula-Tegucigalpa, situat a 635msnm. És d'aproximadament 8 quilòmetres d'ample, i té una profunditat d'entre 18 i 25 metres depenent de la temporada. De fons es poden apreciar les muntanyes ennuvolades de Santa Bárbara i Turó Blau / Meambar.
Hondures també compta amb diverses llacunes; sent les més importants i de gran extensió, les del litoral Atlàntic: La Llacuna de Caratasca, Brus, Banús i Cris. Altres llacunes de menor extensió són: Laguna de Alvarado localitzada a Puerto Cortés, Ticamaya al nord de San Pedro Sula, Laguna Quemada i Toloá, ambdues localitzades en el departament d'Atlántida, així com la llacuna de Guaymoreto a Colón, i Jucutuma a La Lima, departament de Cortés.

## Economia

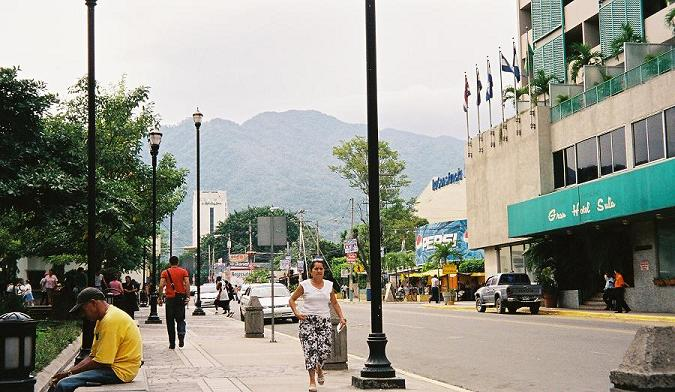
Centre de la ciutat de San Pedro Sula.

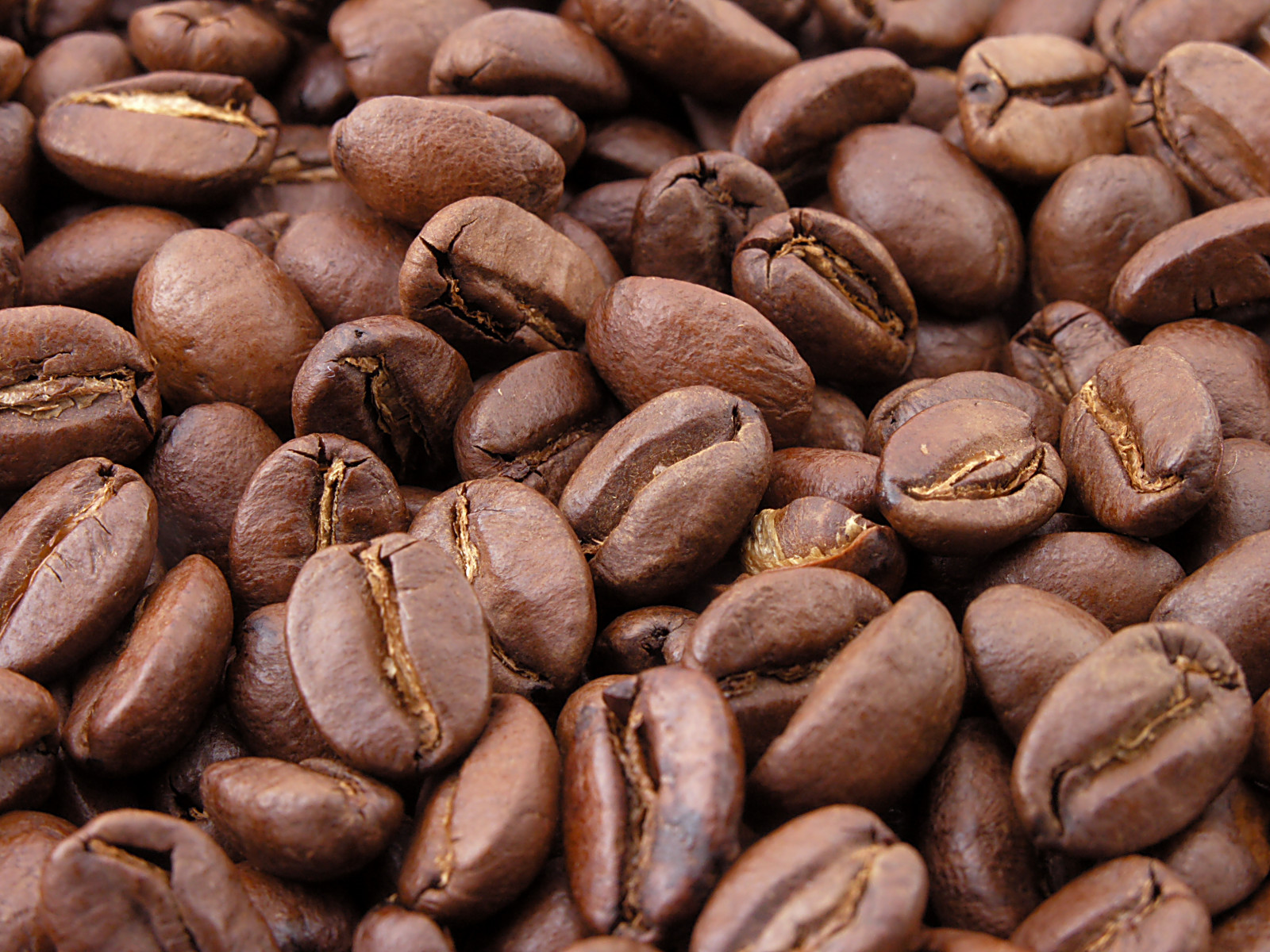
El cafè és un dels suports de l'economia hondurenya.

Hondures, el segon país més pobre de l'Amèrica Central i un dels més pobres de l'Occident, sofreix amb una distribució de renda molt desigual i amb elevada atur. Històricament depèn del cultiu de banana i cafè, en els últims anys les seves exportacions es van diversificar i ara inclouen robes i cables elèctrics per a automòbils. La meitat de l'economia del país depèn dels Estats Units, sent 30% del PIB originari de les exportacions, i 20% de l'enviament de diner per hondurenys residents en aquell país.
Malgrat els alts nivells d'atur i d'inflació l'economia hondurenya va demostrar un creixement sostingut anual d'un 5%. Amb la signatura del Tractat de Lliure Comerç entre els Estats Units d'Amèrica, Centreamèrica i la República Dominicana (CAFTA-DR), i recentment el Canadà, s'espera molta més inversió estrangera i major creixement econòmic.
Els principals productes d'exportació hondurenys són el cafè, tèxtils, gambetes, bananes, oli de palmell africà, or, fruites i fusta. El govern duu a terme projectes per promoure i expandir el sector industrial, diversificar l'agricultura, millorar els mitjans de transport i desenvolupar projectes hidroelèctrics. En la dècada passada, Hondures es va convertir en el tercer major exportador de tèxtils als Estats Units després de la República Popular de la Xina i Mèxic. Un gran percentatge de les exportacions hondurenyes són dirigides als Estats Units, la qual cosa és el seu principal soci comercial.

### Turisme
Hondures comença a desenvolupar el seu potencial turístic. L'Institut Hondureny de Turisme (IHT) té com a missió "conduir el desenvolupament turístic nacional, mitjançant les activitats de planificació, impuls al desenvolupament i diversificació de l'oferta, suport a l'operació dels serveis turístics i la promoció, articulant les accions de diferents instàncies i nivells de govern."
Això, segons la visió de l'IHT, porta al fet que Hondures sigui el 2021 "el país capdavanter en l'activitat turística a nivell regional, ja que haurà desenvolupat i diversificat els seus mercats, productes i destinacions. Les empreses seran més competitives en els àmbits nacional i internacional." D'acord amb l'IHT, "el turisme serà reconegut com a peça clau en el desenvolupament econòmic i el seu creixement s'haurà basat en el respecte dels entorns naturals, culturals i socials, contribuint a l'enfortiment de la identitat nacional."
Malgrat que en l'actualitat Hondures ocupa l'últim lloc en ingrés de turistes a nivell centreamericà, aquest ocupa el quart lloc en generació de divises, després de Costa Rica, Panamà, i Guatemala (2009).
La regió que més aporta turistes a Hondures segueix sent Centreamèrica, representant el 46% de participació, la segona regió més important és Amèrica del Nord, amb una participació del 39% del total de turistes, la gran majoria provinent dels Estats Units. 10,1% dels turistes provenen d'Europa i 4,2% d'altres països del món.
Hondures compta amb molts llocs que atreuen al viatger aventurer. Des d'excursions per la jungla i submarinisme, fins a la visita d'antics jaciments maies i de pobles indígenes. En aquest país es troben, 40 zones protegides, 20 parcs nacionals i dos llocs qualificats com a patrimonis de la humanitat per la UNESCO: Copán i la Biosfera de la rica Banana.
A les Illes de la Badia, lloc que rep més del 50% dels turistes que visiten Hondures, es troben hotels i menjar de classe mundial. En un menor grau, a les ciutats turístiques més grans, com Copán Ruïnes, Tela, San Pedro Sula, Tegucigalpa, l'àrea del Llac de Yojoa i La Ceiba. Una vegada que el turista depassi més enllà d'aquesta ruta turística, ha d'estar preparat i conformar-se amb un allotjament bàsic, i menys infraestructura turística. Per arribar a Hondures és molt fàcil, amb molts vols directes a San Pedro Sula, Tegucigalpa i Roatán.

## Demografia

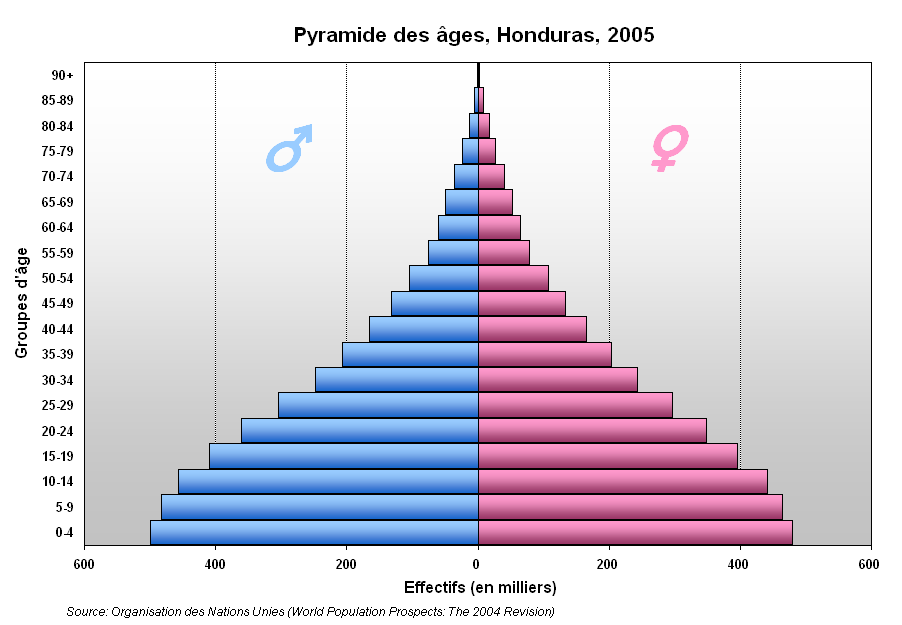
Estructura demogràfica d'Hondures per edat i sexe en el 2005.

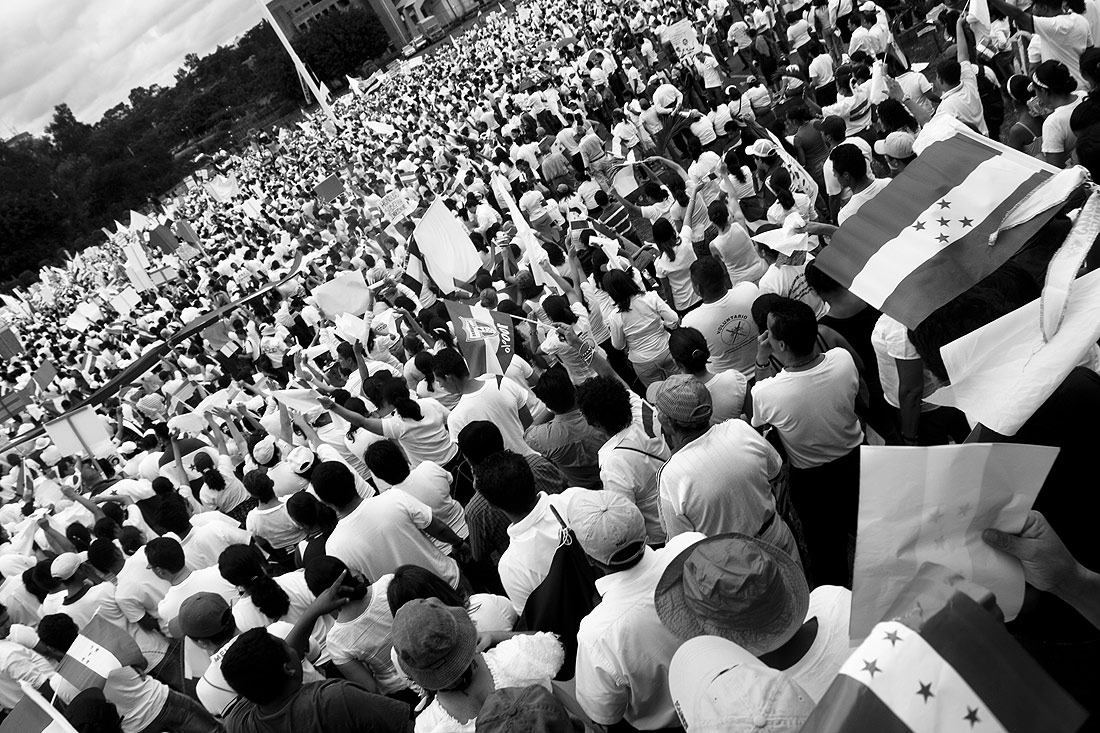
La població d'Hondures, és de les de major creixement a Llatinoamèrica.

El primer cens de la població hondurenya, es va dur a terme pel Bisbe Fernando Cardiñanos el 1791 donant com a resultat una mica més de 90.000 habitants. D'allí d'ara endavant, el creixement en nombre d'hondurenys va ser consistentment en ascens. El 1887 Hondures ja tenia 330.000 habitants. Per 1940, el nombre d'hondurencs ja havia augmentat a més d'un milió. D'acord amb les dades fornides pel Centre Centre-americà de la Població de la Universitat de Costa Rica, i la CEPAL, la població d'Hondures, és entre les que enregistren un a xifra més gran de creixement anual a Llatinoamèrica.
La població total d'Hondures és de 8.045.990 habitants pel 2010. D'aquest nombre, 4.128.652 persones componen la Població urbana i 3.917.338 la població rural, segons el cens de Població i Habitatge de l'Institut Nacional d'Estadístiques d'Hondures. El departament amb major població a Hondures és Francisco Morazán amb 1.691.056. El departament amb menor població a Hondures és Islas de la Bahía amb 49.158 persones, 25.182 són dones i 23.976 són homes.
El gruix de la població el componen les persones entre 20 i 59 anys (3.601.947). Seguit pels nens que oscil·len entre les edats de (0 - 9) (2.114.366). Després li segueixen els adolescents (10-19) amb 1.839.806. Això fa d'Hondures, una població bastant jove. D'acord amb les xifres de publicades per aquest cens (INE. Cens de Població i Habitatge) solament 489.871 componen el grup de la tercera edat (60+).
Aquest ràpid creixement demogràfic a Hondures, ha tingut com a conseqüència un descens en l'ingrés per capita i increment en la pressió sobre l'accés als serveis de vida. Això, ha portat a milers d'hondurenys a haver d'emigrar a països com: Mèxic, Belize, alguns països europeus (per llaços idiomàtics i culturals, i per la possibilitat d'adquirir la doble nacionalitat en un termini més reduït, Espanya és la principal destinació europea), però especialment als EUA a la recerca de millors condicions de vida. A més, aquest creixement poblacional ha accelerat el procés d'urbanització a les principals ciutats com San Pedro Sula i Tegucigalpa.

### Grups ètnics
Els "mestizos" (barreja d'europeus amb amerindis) representen més del 90% de la població, amb només el 6% d'amerindis, l'1% d'afrohondurenys i el 3% són blancs. Igual que en altres països d'Amèrica Llatina, la qüestió de la distribució racial de la població nacional és problemàtica. Des de principis del segle xx, almenys, Hondures s'ha emmarcat com un país " mestís", ignorant i de vegades denigrant tant el component africà de la població com a la població indígena supervivent que encara es considerava com de sang pura. A causa dels estigmes socials moltes persones van negar tenir ascendència africana, i després de l'arribada a Hondures de treballadors dsecendents de afrocaribenys es va engegar una campanya activa per denigrar totes les persones d'ascendència africana, feta per mestissos ansiosos per negar qualsevol ascendència africana. Per això les estadístiques oficials representen bastant uniformement aquelles persones que tenen ascendència en favor d'una solució de "dues races".

#### Amerindis
Segons el cens de 2001 la població ameríndia d'Hondures inclou 381.495 persones (6,3% de la població total). Amb excepció dels lenca i els ch'ortí encara mantenen llur llengua.
En el cens de 2001 es comptaren sis grups amerindis diferents:
- els lenques (279.507 en 2001;4,6% de la població total) viuen als departaments de La Paz, Intibucá, i Lempiras.
- els Miskitos (51.607 in 2001; 0,8% de la població total) viuen a la costa nord-est a la frontera amb Nicaragua.
- els Chortís (34.453 in 2001;0,6% de la població total), grup maia que viu a la frontera nord-oest amb Guatemala.
- els tolupans (també anomenats jicaque, "xicaque", o tol; 9.617 en 2001; 0,2% de la població total), viuen al departament de Yoro i a la reserva de Montaña de la Flor.
- els Pech o Paya (3,848 en 2001; 0,1% de la població total) viuen a una petita àrea del departament d'Olancho.
- els Sumos o Tawahka (2.463 en 2001; <0,1%).

#### Afrohondurenys
La població afrohondurenca està formada pels garifuna i criolls.
- Els garifuna són descendents de poblacions caribs, arawaks, i africanes. Aquest grup ètnic té el seu origen en un grup format a les illes Sant Vicent al Carib, d'on arribaren el 1797. Segons el cens de 2001 hi havia registrats 46.448 garifunes, 0,8% de la població total d'Hondures.[29] Els garifuna parlen una llengua arawak. Viuen al llarg de la costa caribenya d'Hondures i a les illes de la Badia.
- Els criolls eren 12.370 (0,2%) en 2001.

#### Blancs
Al voltant d'un 3% de les persones són blanques d'origen europeu (195,000 persones), incloent un petit nombre de residents nord-americans, espanyols, britànics i canadencs. Percentualment Hondures té la menor població blanca d'Amèrica Central.

#### Altres grups ètnics
Hondures allotja una significativa comunitat de palestins (la majoria dels quals són àrabs cristians). Aquests àrabs hondurenys sovint són anomenats "turcos" perquè arribaren a Hondures usant documents de transport turc, ja que aleshores el seu país es trobava sota control de l'Imperi Otomà. Els palestins arribaren al país des de la fi del segle xix fins a l'inici del xx, i s'establiren principalment a la ciutat de San Pedro Sula.
També hi ha una petita comunitat de xinesos a Hondures. Un advocat del Comitè per la Defensa dels Drets Humans a Hondures (CODEH) va informar que la comunitat xinesa a Hondures és força petita. Molts dels xinesos són emigrats que arribaren de la Xina després de la revolució i llurs descendents.

## Cultura
Hondures és un país multi-ètnic, per tant és un país multi-cultural. Aquesta diversitat de l'entorn natural i humà d'Hondures ha contribuït al sorgiment de diverses formes d'expressió en els diferents àmbits artístics, manifestacions tradicionals i contemporànies. Li correspon a la secretària de Cultura Arts i Esports la responsabilitat de protegir l'herència històrica i cultural del país. Així mateix, és l'organisme encarregat de promoure l'activitat artística, cultural i esportiva a nivell nacional.
L'OEI a través del Cens Cultural d'Hondures va aconseguir identificar 1.496 manifestacions culturals distribuïdes en 200 municipis dels 18 departaments del país. Aquestes se subdivideixen en manifestacions populars tradicionals i manifestacions contemporànies. 1.300 d'elles corresponen a les populars tradicionals i 196 a les contemporànies. Segons l'OEI les manifestacions populars tradicionals d'Hondures es nodreixen de les aportacions de grups indígenes i garífunes. Mentre que les manifestacions contemporànies estan més vinculades amb els Centres urbans i orientades cap a la professionalització de l'art.
Els artistes i estudiosos de l'art hondureny, coincideixen que un punt de referència històrica per a una nova etapa de l'expressió artística i cultural nacional va començar amb la finalitat de la dictadura que conclou a mitjan segle xx. Aquest canvi polític, va significar el començament d'un període d'alliberament en l'expressió artística i intel·lectual hondurenya i la introducció de noves tècniques i tendències a l'art nacional. De les 196 manifestacions contemporànies identificades, es poden comptabilitzar 29 grups de teatre, 5 grups de dansa, 60 orquestres i cors, 48 associacions culturals, 24 escoles d'art i 31 galeries o espais alternatius.

### Himne
"Tu bandera és un lampo de cielo" és l'himne nacional de la república d'Hondures, escrit pel poeta Augusto Constantino Coelho i musicalitzat per Carlos Hartling. L'himne va ser decretat com oficial, per decret executiu del 13 de novembre de 1915. En els actes oficials, solament es canten el Cor, la VII estrofa i novament el Cor.

### Esports

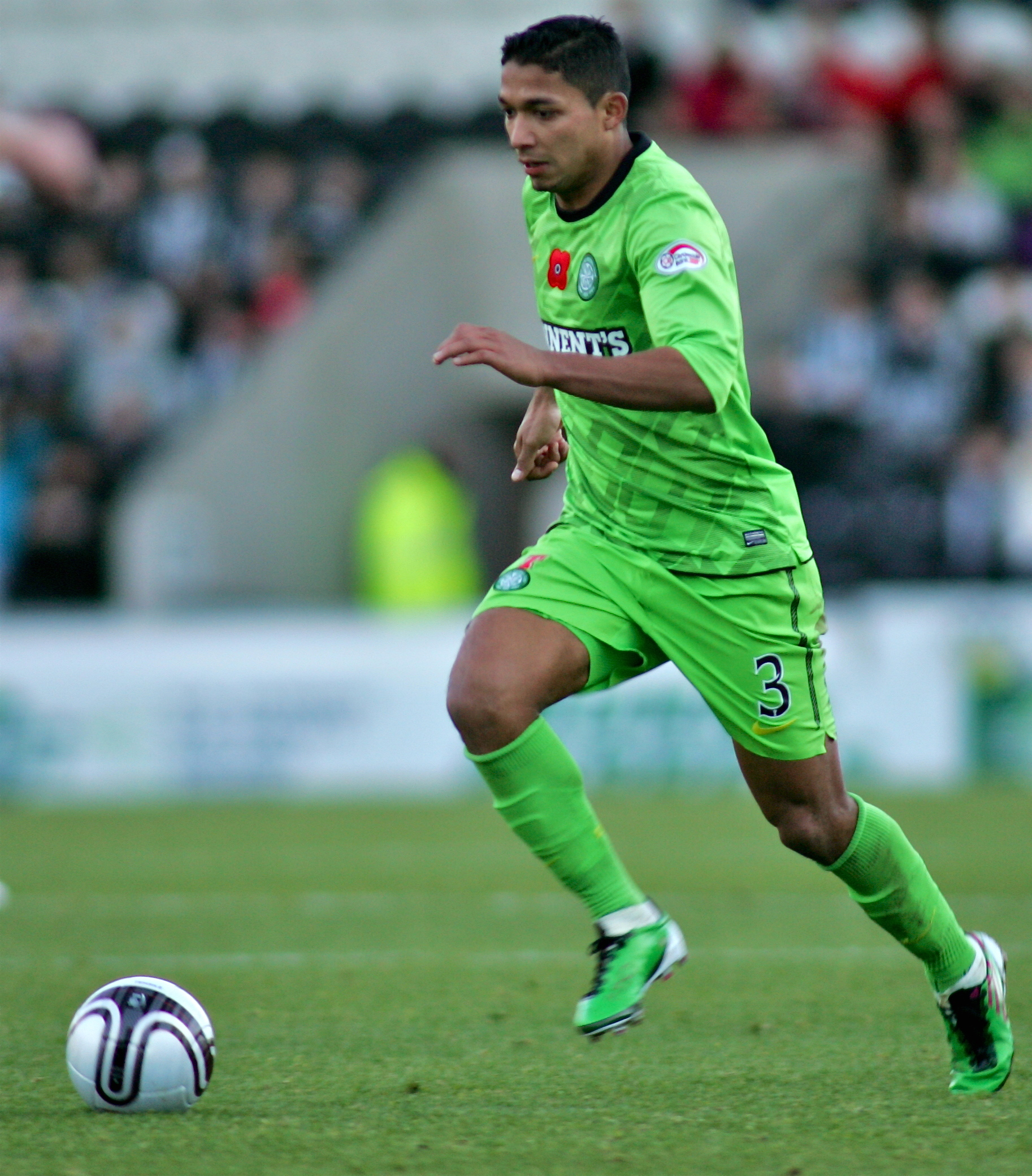
Emilio Izaguirre.

Pel que fa a l'esport, el futbol ocupa un lloc privilegiat entre els hondurenys. Cada setmana la Lliga Nacional de Futbol d'Hondures és seguida amb especial interès. El màxim representant esportiu a nivell internacional és la selecció de futbol d'Hondures, la qual s'ha classificat en tres copes mundials (1982, 2010 i 2014). Aquesta mateixa ha servit de plataforma a molts dels seus integrants per arribar a les grans lligues del món. Altres esports importants que es practiquen al país inclouen el beisbol, el bàsquet i el voleibol. En menor escala es practiquen, el tennis de taula, l'atletisme, la natació, entre d'altres.
També es practica el futbol americà a Hondures. Malgrat no comptar amb una lliga professional, compta amb una tradició col·legial summament important i en zones urbanes compta amb gran nombre d'equips infantils. La Federació Nacional de Futbol Americà d'Hondures (FENAFAH) que és afiliada a la confederació esportiva autònoma d'Hondures (CONDEPAH) des de gener del 2007 compta amb un reconeixement oficial pel Congrés Nacional des de 2002. La màxima competició de futbol americà a Hondures és a nivell col·legial, que es juga través de la Lliga Troyanos de Futbol Americà creada el 2002. Del 1944 al 1951, Steve Van Buren es va convertir en el primer hondureny a jugar professionalment a la National Football League, amb els Philadelphia Eagles.